# Pietre d'inciampo nella provincia di Brescia

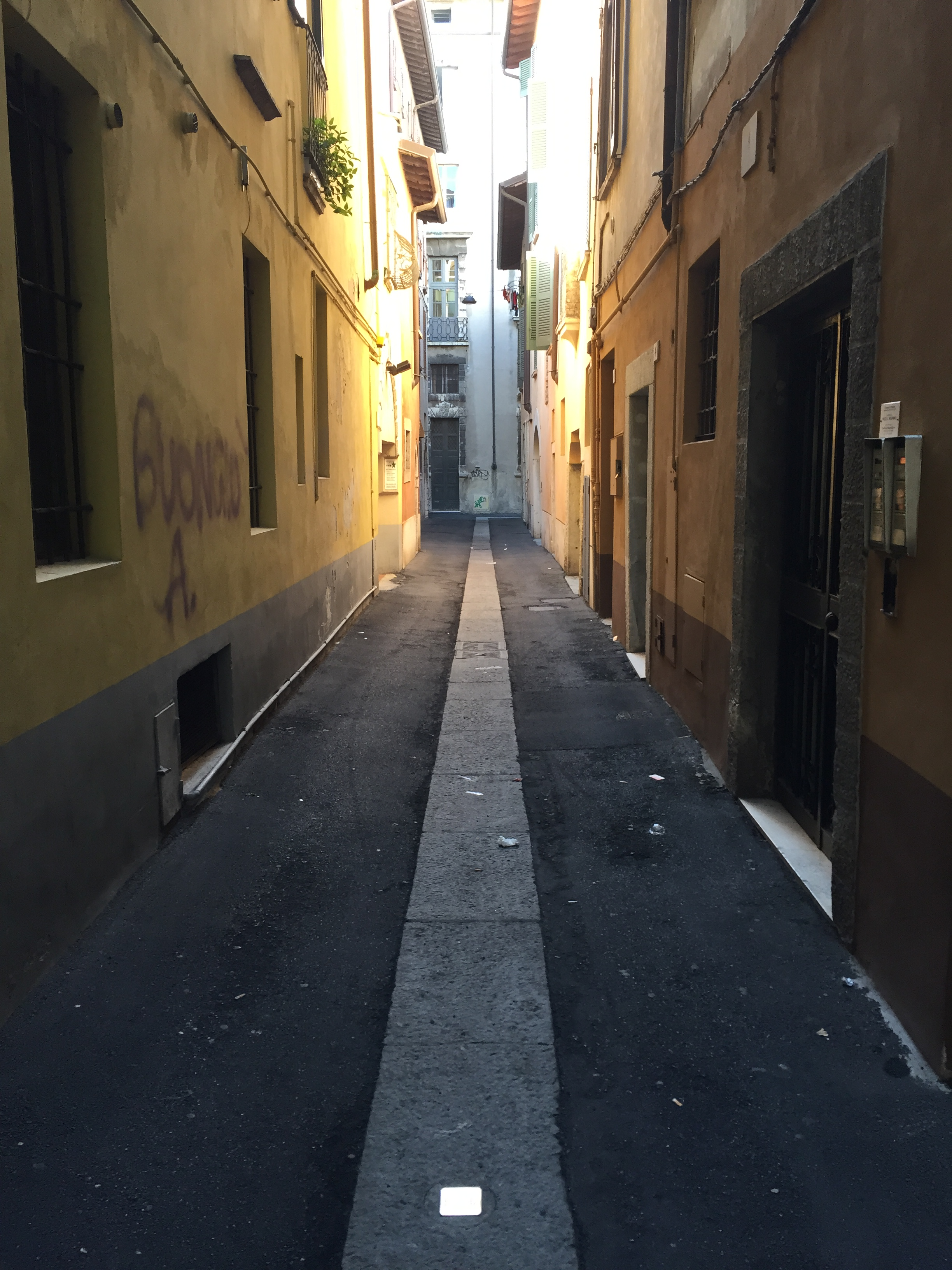
Vicolo dell’Inganno a Brescia con la pietra d'inciampo per Ubaldo Migliorati, assassinato nel Campo di concentramento di Buchenwald

.La lista delle pietre d'inciampo nella provincia di Brescia contiene l'elenco delle pietre d'inciampo poste nella provincia di Brescia. Esse commemorano il destino delle vittime della Shoah e di altre vittime dei nazisti. Le pietre d'inciampo (in tedesco Stolpersteine) sono una iniziativa dell'artista tedesco Gunter Demnig che ha già posato più di 100.000 pietre in tutta Europa.
La prima pietra venne collocata a Brescia il 23 novembre 2012 e fu dedicata a Roberto Carrara; le collocazioni complessive a Brescia e provincia, al 27 gennaio 2020, risultano cinquantaquattro. Al 2025 64 le pietre d'inciampo posate in provincia di Brescia.

## Provincia di Brescia

### Adro
| Pietra d'inciampo | Pietra d'inciampo                         | Pietra d'inciampo | Pietra d'inciampo | Note biografiche |
| Data di posa      | Luogo di posa                             | Stolpersteine     | Incisione | Note biografiche |
| ----------------- | ----------------------------------------- | ----------------- | --- | --- |
| 12 gennaio 2015   | Via Cavour, 17 45°37′18.74″N 9°57′33.97″E |                   | QUI ABITAVA ATTILIO EMILIO MENA NATO 1911 INTERNATO MILITARE DEPORTATO DA PESCHIERA 20.9.1943 MORTO 22.5.1945 DACHAU | Attilio Emilio Mena (Adro, 30 novembre 1911 - Dachau, 22 maggio 1945), carpentiere, figlio di Giovanni e Marietta Tedeschi, famiglia contadina. Arruolato nel 1940 nella sanità del 78º Reggimento fanteria "Lupi di Toscana", inviato in Albania, prende parte alla campagna italiana di Grecia. Nel novembre del 1942 è inviato nella Francia meridionale. Secondo una ricostruzione biografica, qui è arrestato per un reato comune, condannato dal Tribunale militare di guerra della IV° Armata, trasferito nel carcere militare di Torino, e dal 2 febbraio del 1943 in quello di Gaeta e in seguito rinchiuso nella Fortezza di Peschiera del Garda. Altra ricostruzione fa risalire il suo arresto al rifiuto, successivamente all'armistizio dell'8 settembre 1943, di arruolarsi con i nazifascisti. Concordi le versioni che lo vedono deportato, il 20 settembre 1943, nel Reich destinato a campo di concentramento di Dachau, matricola 54421, classificato "Schutzhäftling" (Schutz)- deportato per motivi di sicurezza- e impiegato al lavoro coatto. È ancora vivo alla liberazione del campo, 29 aprile 1945, ma il grave suo stato di prostrazione fisica, nonostante le cure dell'ospedale americano nel campo, ne provoca la morte il 22 maggio 1945. |

### Brescia
La città di Brescia ospita 21 pietre d'inciampo al 2025.
| Pietra d'inciampo | Pietra d'inciampo                                                                       | Pietra d'inciampo | Pietra d'inciampo | Note biografiche |
| Data di posa      | Luogo di posa                                                                           | Stolpersteine     | Incisione | Note biografiche |
| ----------------- | --------------------------------------------------------------------------------------- | ----------------- | --- | --- |
| 23 novembre 1912  | Contrada del Carmine, 39 45°32′36.18″N 10°12′58.32″E                                    |                   | QUI ABITAVA ROBERTO CARRARA NATO 1915 ARRESTATO COME POLITICO 30.9.1944 DEPORTATO MAUTHAUSEN ASSASSINATO 11.12.1944             | Roberto Carrara (Verona, 20 novembre 1915 - Mauthausen, ???), falegname, coniugato con Vittoria Pertica, tre figli. Richiamato alle armi nel luglio del 1940, arruolato in Fanteria nel "77º Reggimento", dopo l'armistizio dell'8 settembre 1943 ritornato a Brescia e col cognato Domenico Pertica si unisce a un nucleo di ribelli formatosi nella zona del monte Guglielmo. In seguito a delazione è arrestato nel settembre 1944 e internato a Bolzano prima della deportazione, il 14 dicembre 1944, nel Terzo Reich con destinazione Mauthausen, dove risulta al 25 aprile 1945, ma è incerta la data di morte. |
| 23 novembre 1912  | Contrada del Carmine, 39 45°32′36.18″N 10°12′58.32″E                                    |                   | QUI ABITAVA DOMENICO PERTICA NATO 1923 ARRESTATO COME POLITICO 30.9.1944 DEPORTATO GUSEN ASSASSINATO 21.4.1945                  | Domenico Pertica (Brescia, 6 gennaio 1923 - Gusen, 21 aprile 1945), operaio, figlio di Cesare e Rachele Grioni, tre fratelli. Dopo l’dopo l'armistizio dell'8 settembre 1943 col cognato Roberto Carrara si unisce a un nucleo di ribelli che si era formato nella zona del monte Guglielmo. In seguito a delazione è arrestato nel settembre 1944 e internato a Bolzano prima della deportazione, il 14 dicembre 1944, nel Terzo Reich con destinazione Mauthausen. Muore nel sottocampo di Gusen, 21 aprile 1945. |
| 23 novembre 1912  | Piazza della Vittoria, 11 45°32′18.58″N 10°13′08.08″E                                   |                   | QUI ABITAVA GUIDO DALLA VOLTA NATO 1894 ARRESTATO 1.12.1943 DEPORTATO AUSCHWITZ ASSASSINATO 15.11.1944                          | Guido Dalla Volta (Mantova, 19 luglio 1894 - Auschwitz, 15 novembre 1944), figlio di Adolfo e Virginia Medici, coniugato con Emma Viterbi. Ebreo, è arrestato insieme al figlio Alberto il 3 dicembre 1943. Detenuti entrambi nel carcere di Brescia, quindi trasferiti al campo di transito di Fossoli prima della deportazione, il 22 febbraio 1944, nel Terzo Reich con destinazione Auschwitz. Matricola 174487, assassinato al campo il 15 novembre 1944. |
| 23 novembre 1912  | Piazza della Vittoria, 11 45°32′18.58″N 10°13′08.08″E                                   |                   | QUI ABITAVA ALBERTO DALLA VOLTA NATO 1922 ARRESTATO 1.12.1943 DEPORTATO AUSCHWITZ ASSASSINATO IN LUOGO IGNOTO DOPO 18.1.1945    | Alberto Dalla Volta (Mantova, 21 dicembre 1922 - ???, 1945), figlio di Guido Dalla Volta e Emma Viterbi, una sorella. Ebreo, è arrestato insieme al padre il 3 dicembre 1943. Detenuti entrambi nel carcere di Brescia, quindi trasferiti al campo di transito di Fossoli prima della deportazione, il 22 febbraio 1944, nel Terzo Reich con destinazione Auschwitz. È legato da un profondo rapporto di amicizia con Primo Levi che lo cita nel suo Se questo è un uomo. Muore nel gennaio 1945 in località sconosciuta durante una delle marce della morte dopo l'evacuazione del campo di concentramento di Auschwitz. |
| 23 novembre 1912  | Via delle Battaglie, 16 45°32′28.88″N 10°12′58.87″E                                     |                   | QUI ABITAVA ANGELO COTTINELLI NATO 1909 INTERNATO MILITARE ARRESTATO 8.9.1943 ASSASSINATO 25.6.1944 NEUMARKT                    | Angelo Cottinelli (Brescia, 28 agosto 1909 - Neumarkt, 25 giugno 1944) soldato d'Artiglieria è arrestato alla proclamazione del'armistizio dell'8 settembre 1943 e deportato nel Terzo Reich, internato nello "Stalag XIII D", muore a Neumarkt il 25 giugno 1944. |
| 23 novembre 1912  | Via delle Battaglie, 50 45°32′36.33″N 10°13′03.23″E                                     |                   | QUI ABITAVA ANDREA TREBESCHI NATO 1897 ARRESTATO COME POLITICO 6.1.1944 DEPORTATO DACHAU MAUTHAUSEN GUSEN ASSASSINATO 24.1.1945 | Andrea Trebeschi (Brescia, 3 settembre 1897 - Gusen, 24 gennaio 1945), combattente nella Grande Guerra, coniugato con Vittoria De Toni, quattro figli. Attivista cattolico, laurea in Giurisprudenza, aderisce al Partito Popolare Italiano, riferimento per i giovani antifascisti bresciani. Dopo l'armistizio dell'8 settembre 1943 entra nella Resistenza bresciana. Arrestato una prima volta nel dicembre 1943, quindi definitivamente il 6 gennaio 1944. Dal carcere di Canton Mombello di Brescia è trasferito a Verona a cui segue la deportazione nel Terzo Reich con destinazione Dachau prima e quindi Mauthausen, classificato "Schutz" – (Schutzhäftlinge). Il 1º gennaio 1945 è trasferito al sottocampo di Gusen, dove muore il 24 gennaio 1945. |
| 23 novembre 1912  | Via Fratelli Ugoni, 6 45°32′27.12″N 10°12′36.66″E                                       |                   | QUI ABITAVA SEVERINO FRATUS NATO 1891 ARRESTATO COME POLITICO 2.3.1944 DEPORTATO MAUTHAUSEN ASSASSINATO 8.4.1945                | Severino Fratus (Brescia, 7 agosto 1891 - Mauthausen, 8 maggio 1945), figlio di Battista e Lucia Ambrosini, meccanico attrezzista presso la Breda di Sesto San Giovanni dove si trasferisce. Attivo nella formazione partigiana appartenente alla "108ª Brigata Garibaldi", partecipa agli scioperi del marzo 1944. Arrestato in casa dalle SS il 2 marzo, dopo la carcerazione a San Vittore è trasferito alla Caserma Umberto I di Bergamo dal cui Binario 1 della stazione ferroviaria cittadina è deportato nel Terzo Reich con destinazione Mauthausen dove giunge l’8 aprile, immatricolato 61643. Muore nel sottocampo di Gusen l'8 aprile 1945. È seppellito presso il Cimitero militare italiano di Mauthausen. |
| 23 novembre 1912  | Via G.Bonomelli, 62 45°31′55.1″N 10°14′31.12″E                                          |                   | QUI ABITAVA EMILIO FALCONI NATO 1911 INTERNATO MILITARE ARRESTATO 8.9.1943 20.9.1943 ASSASSINATO 8.3.1945 FORBACH CAMPO N 2026  | Emilio Falconi (Brescia, 3 agosto 1911 - Stalag XII-F Forbach, 8 maggio 1945), figlio di Vittorio e Maria Orlandini. Fante nella Guerra d'Etiopia è richiamato alle armi nel 1940. L'8 settembre 1943 lo coglie sul fronte francese. Catturato dai tedeschi è deportato nel Terzo Reich come IMI destinato al lavoro coatto nello Stalag XII-F Forbach, dove muore in un incidente sul lavoro l'8 maggio 1945. È sepolto nel Cimitero militare italiano di Francoforte. |
| 23 novembre 1912  | Viale Venezia 45 45°32′01.89″N 10°14′23.07″E                                            |                   | QUI ABITAVA MARIO BALLERIO NATO 1918 INTERNATO MILITARE ARRESTATO 8.9.1943 ASSASSINATO 15.4.1944 PRZEMYSL                       | Mario Ballerio (Redona, 8 luglio 1918 - Przemyśl, 15 aprile 1944).Ingegnere richiamato alle armi nel dicembre 1941, tenente di complemento dal marzo 1943 nel 7º Reggimento di artiglieria della "Divisione Pisa". Catturato alla proclamazione dell'8 settembre 1943 a Lipsia è internato in condizione di IMI nel lager 327N di Przemyśl destinato al lavoro coatto. Muore nell'ospedale della città il 15 aprile 1944. Nel 1957 la salma fu tumulata nel Cimitero militare italiano a Varsavia. |
| 12 gennaio 2015   | Contrada del Carmine, 16 45°32′34.57″N 10°13′05.95″E                                    |                   | QUI ABITAVA ALESSANDRO GENTILINI NATO 1916 ARRESTATO 6.6.1944 COME POLITICO DEPORTATO MAUTHAUSEN GUSEN ASSASSINATO 17.4.1945    | Alessandro Gentilini (Lonato, 26 agosto 1916 - Gusen, 17 aprile 1945), figlio di Edoardo e Pierina Vialetti, coniugato con Cecilia Signori, due figli. Arrestato il 6 giugno 1944, presumibilmente perché coinvolto nel movimento resistenziale, trasferito nel Carcere di Canton Mombello di Brescia, evade approfittando di un bombardamento sulla città, ma è nuovamente catturato il 16 dicembre. Trasferito dal carcere cittadino a Bolzano prima della deportazione nel Terzo Reich con destinazione Mauthausen dove giunge l'11 gennaio 1945. Matricola n. 115530, classificato "Schutz" – (Schutzhäftlinge), Muore nel sottocampo di Gusen il 17 aprile 1945. |
| 12 gennaio 2015   | Via Fratelli Lechi angolo Largo Torrelunga 45°32′09.1″N 10°13′55.5″E                    |                   | QUI ABITAVA ROLANDO PETRINI NATO 1921 ARRESTATO COME POLITICO DEPORTATO MAUTHAUSEN GUSEN ASSASSINATO 21.1.1945                  | Rolando Petrini (Siena, 16 gennaio 1921 - Gusen, 21 gennaio 1945), figlio di Giuseppe e Attilia Cassioli, residente a Brescia, un fratello, Enzo, uno dei primi aderenti alle Fiamme Verdi, la sorella Elda staffetta partigiana. Perito industriale, attivo poi nella FUCI, Arruolato sottotenente d'Artiglieria, immediatamente dopo l'armistizio dell'8 settembre 1943 è tra i promotori delle prime bande partigiane operanti sui colli bresciani, aderisce alle “Aquile Randagie”, entra nell'O.S.C.A.R.. Ad ottobre 1943 comanda una squadra di Ribelli, sfugge ad un rastrellamento e a Milano collabora con Teresio Olivelli e Carlo Bianchi nell'attività di propaganda antifascista occupandosi anche dei collegamenti tra le Fiamme Verdi della Val Camonica e il comando regionale. È arrestato a Milano sul finire di ottobre e incarcerato a San Vittore quindi trasferito a Fossoli e successivamente a Bolzano prima della deportazione a Mauthausen il 30 agosto 1944. Matricola n. 91479, classificato "Schutz" – (Schutzhäftlinge), muore nel sottocampo di Gusen il 21 gennaio 1945.   |
| 12 gennaio 2015   | Via Nicola Tartaglia. 47 45°32′38.75″N 10°12′42.96″E                                    |                   | QUI ABITAVA PIETRO PIASTRA NATO 1891 ARRESTATO 19.10.1944 COME POLITICO DEPORTATO MAUTHAUSEN ASSASSINATO 10.4.1945              | Pietro Piatra (Palermo, 31 gennaio 1891 - Mauthausen, 10 aprile 1945), figlio di Gaetano e Lavinia Cardini, celibe, trasferitosi a Brescia, immediatamente dopo l'armistizio dell'8 settembre 1943 partecipa alle prime bande di ribelli da cui successivamente si organizzeranno le formazioni delle Fiamme Verdi. È arrestato durante un rastrellamento nella zona di Collio, detenuto dal 26 ottobre presso il carcere di Canton Mombello, sottoposto a sevizie e torture prima del trasferimento a Bolzano a cui segue la deportazione nel Terzo Reich il 14 dicembre, con destinazione Mauthausen. Matricola n. 114153, classificato "Schutz" – (Schutzhäftlinge), muore al campo il 10 aprile 1945. |
| 12 gennaio 2015   | Via Pila, 37 45°31′21.56″N 10°16′26″E                                                   |                   | QUI ABITAVA SILVESTRO ROMANI NATO 1923 ARRESTATO 18.11.1943 COME POLITICO DEPORTATO MAUTHAUSEN ASSASSINATO 17.3.1945            | Silvestro Romani (Vicenza, 14 settembre 1923 - Mauthausen, 17 marzo 1945), figlio di Giuseppe e Osanna Salamoni, tre fratelli, celibe, muratore. All'indomani dell'8 settembre 1943 si unisce ai primi nuclei di Resistenza in formazione nelle valli bresciane. Catturato il 18 novembre, aderisce alla RSI per disertare il 10 luglio 1944 e unirsi alla nascente "122ª Bgt. Garibaldi". Nuovamente catturato il 26 ottobre è rinchiuso nel Carcere di Canton Mombello quindi trasferito a Bolzano a cui segue la deportazione nel Terzo Reich l'8 gennaio 1945, con destinazione Mauthausen. Matricola n. 115702, classificato "Schutz" – (Schutzhäftlinge), Muore il 17 marzo 1945 nel sottocampo di Gusen. |
| 12 gennaio 2015   | Vicolo delle Dimesse, 2 45°32′27.42″N 10°12′48.39″E                                     |                   | QUI ABITAVA FEDERICO RINALDINI NATO 1923 ARRESTATO 19.8.1944 COME POLITICO DEPORTATO MAUTHAUSEN ASSASSINATO 27.3.1945           | Federico Rinaldini (Brescia, 29 settembre 1923 - Gusen, 27 marzo 1945), figlio di Angelo e Anna Lonati, quattro fratelli, celibe, perito industriale. Dopo l'8 settembre 1943 entra nella Resistenza occupandosi di diffusione di materiale antifascista, tiene i collegamenti tra le varie formazioni partigiane, staffetta partigiana dall'aprile 1944. Il 19 agosto è catturato dalle SS e tradotto nel carcere di Canton Mombello, quindi trasferimento a Bolzano a cui segue, l'8 gennaio 1945, la deportazione nel Terzo Reich con destinazione Mauthausen. Matricola n. 115691, classificato "Schutz" – (Schutzhäftlinge). Il 1º febbraio è al campo di Gusen, dove muore il 27 marzo 1945. |
| 12 gennaio 2015   | Vicolo dell'Inganno, 1 45°32′27.42″N 10°12′48.39″E                                      |                   | QUI ABITAVA UBALDO MIGLIORATI NATO 1923 ARRESTATO 27.2.1945 COME POLITICO DEPORTATO BUCHENWALD ASSASSINATO 12.3.1945            | Ubaldo Migliorati (Pavone del Mella, 17 luglio 1923 - Buchenwald, 12 marzo 1945), figlio di Riccardo e Maria Segari. Il 14 gennaio 1943 è chiamato alle armi, sergente nel "111º Rgt. Fanteria, Bgt. Piacenza". Dopo l'8 settembre 1943, presumibilmente per sua attività antifascista, è arrestato dai tedeschi il 9 agosto 1944. Deportato nel Terzo Reich, internato inizialmente nello "Stalag IV D Torgau" a cui segue un calvario di ulteriori campi di lavoro fino all'internamento a Buchenwald. Matricola n. 132818, classificato "Schutz" – (Schutzhäftlinge), muore al campo il 12 marzo 1945. |
| 27 gennaio 2019   | Via XX settembre, 22 45°32′02.44″N 10°12′55.28″E                                        |                   | QUI ABITAVA GIULIO ANGELI NATO 1891 ARRESTATO COME POLITICO 17.7.1944 DEPORTATO DACHAU ASSASSINATO 8.2.1945                     | Giulio Angeli (Muccia, 15 settembre 1891 - Dachau, 8 febbraio 1945), figlio di Giuseppe e Carducci Marianna, coniugato con Ernesta Samueli, ufficiale dei Bersaglieri volontario nella Grande guerra, pluridecorato, nel 1917 è sottoposto a processo dal Tribunale di guerra di cui non si conoscono i capi d’imputazione. Alla fine del conflitto emigra in Francia dal 1920 al 1926, a Marsiglia si iscrive al PNF, ma è sospettato di contatti con antifascisti. Al rientro in Patria si stabilisce a Genova fino al 1938 quindi Brescia, dove risulta iscritto nel Casellario politico centrale. Sorvegliato dal 1941 in quanto "sovversivo", dopo l'8 settembre 1943 è nella Resistenza sostenendo le bande di ribelli e organizzando l'espatrio verso la Svizzera degli ex prigionieri alleati. È arrestato il 28 novembre, condotto nelle Carcere di Canton Mombello subisce sevizie e torture prima del trasferimento a Bolzano il 31 agosto. Il 9 ottobre 1944 è internato nel campo di Dachau, matricola nº 113139, classificato "Schutz" – (Schutzhäftlinge), muore al campo l'8 febbraio 1945 |
| 27 gennaio 2019   | Via Corsica, 88 45°31′43.7″N 10°12′21.88″E                                              |                   | QUI ABITAVA ORESTE GHIDELLI NATO 1913 ARRESTATO COME POLITICO 17.7.1944 DEPORTATO FLOSSENBÜRG ZWICKAU ASSASSINATO 1.4.1945      | Oreste Ghidelli (Brescia, 27 maggio 1913 - Flossenbürg, 1º aprile 1945), figlio di Giacomo e Maria Teresina Viglioli, autista. Arruolato dal 1933 al 1936 nella Regia Marina. Dopo l'8 settembre 1943 si suppone collabori all'assistenza e accompagnamento in Svizzera di ex prigionieri alleati. È arrestato a Milano, rinchiuso a San Vittore, il 18 gennaio è trasferito a Bolzano, quindi deportato, il 19 gennaio 1945, nel Terzo Reich destinato a Flossenbürg. Matricola n. 43652, classificato "Schutz" – (Schutzhäftlinge), muore al sottocampo di Zwickau il 1º aprile 1945. |
| 27 gennaio 2019   | Via Don Giacomo Vender, 59 45°33′29.1″N 10°12′05.68″E                                   |                   | QUI ABITAVA GUSTAVO MORELLI NATO 1893 ARRESTATO COME POLITICO DEPORTATO DACHAU MAJDANEK ASSASSINATO 19.2.1944                   | Gustavo Morelli (Brescia, 18 aprile 1893 - Majdanek, 19 febbraio 1944), figlio di Angelo e Angela Sguassi. Nel corso della Grande guerra è più volte accusato di diserzione, amnistiato al termine del conflitto. Ignota data, causa dell'arresto, causa della deportazione nel Terzo Reich col convoglio partito da Sulmona il 13 ootobre 1943 destinato a Dachau. Matricola nº 56648, classificato "Schutz" – (Schutzhäftlinge), il 3 gennaio 1944 è trasferito a Majdanek dove muore il 19 febbraio 1944. |
| 25 gennaio 2025   | via dei mille, 11 45°32′28.39″N 10°12′42.55″E                                           |                   | QUI ABITAVA PIERINO FRANCO SILLI NATO 1922 ARRESTATO 9.9.1943 INTERNATO MILITARE PELPLIN ASSASSINATO 19.4.1945                  | Pierino Franco Silli (Brescia, 8 luglio 1922 - Pelplin, 19 aprile 1945), figlio di Stefano e Maria Rachele Fostinelli, ultimo di dieci fratelli. Arruolato volontario nel 1940, l'armistizio dell'8 settembre 1943 lo coglie sul fronte jugoslavo. Arrestato è deportato nel Terzo Reich classificato come IMI immatricolato nº 25012 e costretto al lavoro coatto presso il campo di Pelplin dove si spegne per malattia il 19 aprile 1945. |
| 25 gennaio 2025   | Piazzetta San Giorgio, 2 sul lato destro dell'omonima chiesa 45°32′27.79″N 10°13′15.5″E |                   | QUI ABITAVA LINO BALDASSARI NATO 1923 ARRESTATO 8.9.1943 INTERNATO MILITARE HANNOVER MORTO 3.6.1945                             | Lino Baldassari (Vestone, 4 gennaio 1923 - Hannover, 3 giugno 19445), figlio di Isidoro, antifascista e Fontana Caterina, è arruolato nel febbraio 1943 come aviere nella Regia Aeronautica. Il giorno stesso della proclamazione dell'armistizio dell'8 settembre 1943 è arrestato e al rifiuto di arruolarsi nelle file della Wehrmacht come altri 600mila militari italiani, è deportato nel Terzo Reich classificato come IMI destinato al lavoro coatto. Muore di malattia nel sanatorio di Hannover il 3 giugno 19445) a liberazione avvenuta. |
| 25 gennaio 2025   | contrada del Mangano, 4 45°32′22.89″N 10°13′06.36″E                                     |                   | QUI ABITAVA ANGELO ATTILIO ARICI NATO 1914 ARRESTATO 8.9.1943 INTERNATO MILITARE HAGEN MORTO 22.5.1945                          | Angelo Attilio Arici (Brescia, 24 giugno 1914 - Hagen, 22 giugno 1945), figlio di Santo e Maria Botturi, lavoro nel laboratorio di pasticceria della famiglia. Arruolato già dal 1935, nel 1940 è gradia alla frontiera a Vipacco. Sarà sul fronte greco albanese, quindi alla frontiera jugoslava. Il giorno stesso della proclamazione dell'armistizio dell'8 settembre 1943 è arrestato e al rifiuto di arruolarsi nelle file della Wehrmacht come altri 600mila militari italiani, saranno gli IMI destinati al lavoro coatto come schiavi di Hitler, è deportato nel Terzo Reich. Muore per tubercolosi nel S. Johannes Hospital di Hagen il 22 giugno 1945. |

### Calvagese della Riviera
| Pietra d'inciampo | Pietra d'inciampo                                                     | Pietra d'inciampo | Pietra d'inciampo                                                                                     | Note biografiche |
| Data di posa      | Luogo di posa                                                         | Stolpersteine     | Incisione                                                                                             | Note biografiche |
| ----------------- | --------------------------------------------------------------------- | ----------------- | --- | --- |
| 27 gennaio 2019   | Via Ugo de Zinis Mocasina, Località Basse 45°32′22.16″N 10°26′29.03″E |                   | QUI ABITAVA ASSALONNE NATAN NATA 1891 ARRESTATAO 12.12.1943 DEPORTATO AUSCHWITZ ASSASSINATO           | Assalonne Nathan (Istambul, 11 giugno 1891 - Auschwitz, ???), figlio di Abramo e Malvine Jacar, fratello di Raoul Elia Nathan è arrestato a Bedizzole, insiemem al fratello, il 12 dicembre 1944. Entrambi incarcerati a Brescia, trasferiti poi a Fossoli, sono entrambi deportati nel Reich con destinazione Auschwitz, giungendovi il 26 febbraio 1944. Di Assalone non è nota la data e circostanza della morte.            |
| 27 gennaio 2019   | Via Ugo de Zinis Mocasina, Località Basse 45°32′22.16″N 10°26′29.03″E |                   | QUI ABITAVA RAOUL ELIA NATAN NATO 1904 ARRESTATO 12.12.1943 DEPORTATO AUSCHWITZ ASSASSINATO 16.5.1944 | Raoul Elia Nathan ( Mons, 10 dicembre 1904 - Auschwitz, 16 maggio 1944), fratello di Assalonne Nathan, coniugato con Rachele Nahoum. Condivide il destino tragico del fratello: arrestato a Bedizzole, il 12 dicembre 1944. Entrambi incarcerati a Brescia, trasferiti poi a Fossoli, sono entrambi deportati nel Reich con destinazione Auschwitz, giungendovi il 26 febbraio 1944, matricola 174535. Muore il 16 maggio 1944. |

### Cedegolo
| Pietra d'inciampo | Pietra d'inciampo                             | Pietra d'inciampo | Pietra d'inciampo | Note biografiche |
| Data di posa      | Luogo di posa                                 | Stolpersteine     | Incisione | Note biografiche |
| ----------------- | --------------------------------------------- | ----------------- | --- | --- |
| 24 gennaio 2025   | via Nazionale, 27 46°04′39.77″N 10°20′54.28″E |                   | QUI LAVORAVA GIUSEPPE LUIGI SPERA NATO 1895 ARRESTATO COME POLITICO 19.6.1944 DEPORTATO FLOSSENBÜRG ASSASSINATO 22.2.1945 HERSBRUCK | Giuseppe Luigi Spera (Margherita di Savoia, 31 marzo 1895 - Hersbruck, 22 febbraio 1945), coniugato con Maria Boldini e con lei trasferitosi a Cedegolo come gestori del bar-osteria "Novecento", punto di riferimento per la "54esima Brigata Garibaldi". Arrestato, presumibilmente in seguito a delazione, il 19 giugno 1944, rinchiuso nel carcere di Brescia, torturato prima del trasferimento a Bolzano ed infine deportato nel Terzo Reich col medesimo convoglio di Teresio Olivelli. Destinazione Flossenbürg dove giunge il 7 settembre, classificato "Pol" – (Politisch), quindi Hersbruck, dove muore il 22 febbraio 1945. |

### Cevo
| Pietra d'inciampo | Pietra d'inciampo    | Pietra d'inciampo | Pietra d'inciampo | Note biografiche |
| Data di posa      | Luogo di posa        | Stolpersteine     | Incisione | Note biografiche |
| ----------------- | -------------------- | ----------------- | --- | --- |
| 17 gennaio 2020   | Via Fiume, 2         |                   | QUI ABITAVA FRANCESCO VINCENTI NATO 1887 ARRESTATO 11.5.1944 DEPORTATO MAUTHAUSEN ASSASSINATO 31.12.1944 MELK                            | Francesco Vincenti (Cevo, 1 febbraio 1887 - Melk, 31 dicembre 1944), partigiano, figlio di Vincenzo e Maria Antonia Zonta, tabaccaio, sposa Margherita Biondi nel 1920. Attivo nelle file della 54ª Brigata Garibaldi operativa in Valsaviore già dal novembre 1943, nome di battaglia "Checo". L’11 maggio 1944 è vittima di un rastrellamento nazifascista e trasferito alle carceri di Canton Mombello, quindi Fossoli a cui segue la deportazione nel Reich il 5 giugno 1944, con destinazione Mauthausen, classificato come "Schutzhäftling", deportato politico. Trasferito a Melk, muore il 31 dicembre 1944. |
| 17 gennaio 2020   | Via Trento, 8        |                   | QUI ABITAVA INNOCENZO GOZZI NATO 1877 ARRESTATO 10.5.1944 DEPORTATO MAUTHAUSEN ASSASSINATO 15.11.1944                                    | Innocenzo Gozzi (Cevo, 1877 - Mauthausen, 15 novembre 1944), mugnaio, padre di sei figli, famiglia di antifascisti. Rastrellato il 10 maggio 1944, dando seguito a precedenti segnalazioni per presunti aiuti e forniture di farina alle formazioni partigiane e precedenti alterchi con i maggiorenti fascisti locali. Carcerato a Brescia, quindi deportato a Mauthausen, matricola 76372, dove muore il 15 novembre 1944. |
| 17 gennaio 2020   | Via San Vigilio, 124 |                   | QUI ABITAVA GIOVANNI BATTISTA MATTI NATO 1893 ARRESTATO 9.5.1944 DEPORTATO 1944 MAUTHAUSEN GROSSRAMING, REDEL-ZIPF MORTO 21.5.1944 GUSEN | Giovanni Battista Matti (Cevo, 17 gennaio 1893 - Gusen, 21 maggio 1945), partigiano, figlio di Domenico e Martina Monella, coniugato con Maria Monella dal dicembre del 1920, due figli. Attivo nella 54ª Brigata Garibaldi operativa in Valsaviore, è catturato il 9 maggio 1944 a Fabrezza nel corso del rastrellamento nazifascista. È trasferito alle carceri di Canton Mombello, quindi Fossoli a cui segue la deportazione nel Reich il 5 giugno 1944, con destinazione Mauthausen, matricola 76441, classificato come "Schutzhäftling", deportato politico. Infine trasferito a luglio a Großraming, quindi, il 25 agosto, ritorno al campo principale. Dal 4 settembre è rinchiuso nel sottocampo di Redl-Zipf (“Schlier “), e dal 26 marzo del 1945 in quello di Gusen, dove muore il 21 maggio 1945. |

### Collebeato
| Pietra d'inciampo | Pietra d'inciampo                       | Pietra d'inciampo | Pietra d'inciampo | Note biografiche |
| Data di posa      | Luogo di posa                           | Stolpersteine     | Incisione | Note biografiche |
| ----------------- | --------------------------------------- | ----------------- | --- | --- |
| 23 novembre 2012  | Via Roma, 10 45°35′43.5″N 10°28′50.67″E |                   | QUI ABITAVA ENRICO BROGNOLI NATO 1923 ARRESTATO COME POLITICO DICEMBRE 1943 DEPORTATO A BUCHENWALD ASSASSINATO 7.4.1945 | Enrico Brognoli (Collebeato, 12 novembre 1923 - Buchenwald, 7 aprile 1944), figlio di Luigi e di Angela Marelli, due fratelli. celibe, impiegato. Catturato nel dicembre 1943 dai nazifascisti durante un rastrellamento, l’11 gennaio 1944 è in carcere a Piacenza nella Caserma Sant’Antonio, il 12 aprile trasferito a Verona quindi deportato nel Terzo Reich a Wildflecken, infine internato nel campo di Buchenwald, matricola n° 135495. Muore al campo il 7 dicembre 1945. Sandro Pertini, l'8 agosto 1984 gli conferisce il "Diploma d’onore al combattente per la libertà d’Italia". |

### Desenzano
| Pietra d'inciampo | Pietra d'inciampo                            | Pietra d'inciampo | Pietra d'inciampo                                                                                   | Note biografiche |
| Data di posa      | Luogo di posa                                | Stolpersteine     | Incisione                                                                                           | Note biografiche |
| ----------------- | -------------------------------------------- | ----------------- | --------------------------------------------------------------------------------------------------- | --- |
| 6 marzo 2022      | Via Anelli, 28 45°28′07.21″N 10°32′34.18″E   |                   | QUI ABITAVA DOROTEA GRONICH NATA 1898 ARRESTATA 24.2.1944 DEPORTATA AUSCHWITZ ASSASSINATA           | Dorotea Gronich (Merano, 23 aprile 1898 - Auschwitz, ???), figlia di Wolfgang e Antonia Hersches, nubile, apolide, ebrea. Residente a Bolzano, in conseguenza alle leggi razziali fasciste del 1938, è forzatamente inviata, il 27 gennaio 1940, a Desenzano del Garda in regime di “internamento libero”. Nonostante il generoso aiuto ricevuto da alcuni residenti, non sfugge all'arresto, ad opera dei Carabinieri in data 24 febbraio 1944 e con lei Hulda Garfinkel, trasferite entrambi nel carcere di Canton Mombello, quindi Fossoli da dove, il 5 aprile 1944 sono deportate nel Reich destinate ad Auschwitz. Di Dorotea nulla più è dato di sapere.  |
| 6 marzo 2022      | Viale Andreis, 4 45°28′10.93″N 10°31′43.79″E |                   | QUI ABITAVA HULDA GARFINKEL NATA 1873 ARRESTATA 24.2.1944 DEPORTATA AUSCHWITZ ASSASSINATA 10.4.1944 | Hulda Garfinkel (Buchwalde, 5 aprile 1873 - Auschwitz, 10 aprile 1944), figlia di Markos e Giovanna Hirsch, vedova con due figli. Condivide il destino tragico di Dorotea Gronich: anch'essa forzatamente inviata a Desenzano del Garda il 12 febbraio 1940 in regime di “internamento libero”, nonostante il generoso aiuto ricevuto da alcuni residenti, non sfugge all'arresto, operato dei Carabinieri in data 24 febbraio 1944. Entrambe trasferite nel carcere di Canton Mombello, quindi Fossoli da dove, il 5 aprile 1944 sono deportate nel Reich destinate ad Auschwitz. Hulda è assassinata il giorno stesso del suo arrivo al campo: 10 aprile 1944. |

### Gardone Riviera
Gardone Riviera ospita tre pietre d'inciampo.
| Pietra d'inciampo | Pietra d'inciampo                                      | Pietra d'inciampo | Pietra d'inciampo                                                                                                   | Note biografiche |
| Data di posa      | Luogo di posa                                          | Stolpersteine     | Incisione | Note biografiche |
| ----------------- | ------------------------------------------------------ | ----------------- | --- | --- |
| 18 gennaio 2016   | Vicolo Ars, 10 45°37′09.42″N 10°33′35.08″E             |                   | QUI ABITAVA ALFREDO RUSSO NATO 1871 ARRESTATO DIC. 1943 DEPORTATO 1944 AUSCHWITZ ASSASSINATO 26.2.1944              | Alfredo Russo (Vienna, 25 settembre 1871 - Auschwitz, 26 febbraio 1944), figlio di Israele e Clara Salom. Di religione evangelica, segnalato come ebreo. Cantante lirico del teatro di Merano, dall’11 settembre del 1939 risiede a Gardone Riviera. Arrestato a Remedello il 20 dicembre 1943 da agenti della Questura, detenuto in un primo momento a Salò quindi carcere di Canton Mombello a cui segue l'internamento a Vo'Vecchio e successivamente Fossoli. Deportato il 22 febbraio 1944 ad Auschwitz, assassinato al suo arrivo al campo il 26 febbraio 1944. |
| 20 gennaio 2018   | Corso della repubblica, 57 45°37′04.72″N 10°33′33.69″E |                   | QUI ABITAVA UMBERTO SOLIANI NATO 1916 ARRESTATO 4.2.1944 ROMA DEPORTATO 1944 AUSCHWITZ ASSASSINATO 15.3.1945 DACHAU | Umberto Soliani (Lugano, 7 febbraio 1916 - Dachau, 15 marzo 1945), figlio di Isacco e Italia Caviglia, cinque fratelli tra cui Arturo Soliani, coniugato con Elvira Terracina (sorella di Lina) dal 1940, due figli, commerciante. Umberto ed il fratello Arturo condividono un tragico destino: trasferitisi da Roma, nel 1938 risultano iscritti all'anagrafe di Gardone Riviera come ebreo, ma nel 1943 fanno ritorno a Roma. Arrestati entrambi nella notte tra il 3 ed il 4 febbraio 1944 da militi italiani, detenuti nelle carceri di "Regina Coeli" quindi Verona a cui segue l'internamento a Fossoli prima della deportazione, il 16 maggio 1944, nel Terzo Reich con destinazione Auschwitz. Umberto Il 17 novembre è trasferito al campo di Dachau, dove muore il 15 marzo 1945.                                                                                         |
| 20 gennaio 2018   | Corso Zanardelli, 7 45°37′07.31″N 10°33′43.43″E        |                   | QUI ABITAVA ARTURO SOLIANI NATO 1912 ARRESTATO 4.2.1944 ROMA DEPORTATO 1944 AUSCHWITZ ASSASSINATO 1945 FLOSSENBÜRG  | Arturo Soliani (Lugano, 9 luglio 1912 - ???, ???), figlio di Isacco e Italia Caviglia, cinque fratelli tra cui Umberto Soliani, coniugato dal 1938 con Lina Terracina (sorella di Elvira), due figli. Arturo ed il fratello Umberto condividono un tragico destino: trasferitisi da Roma, nel 1938 risultano iscritti all'anagrafe di Gardone Riviera come ebreo, ma nel 1943 fanno ritorno a Roma. Arrestati entrambi nella notte tra il 3 ed il 4 febbraio 1944 da militi italiani, detenuti nelle carceri di "Regina Coeli" quindi Verona a cui segue l'internamento a Fossoli prima della deportazione, il 16 maggio 1944, nel Terzo Reich con destinazione Auschwitz. Arturo è trasferito nel campo di Gross-Rosen, quindi il 25 febbraio 1945 in quello di Flossenbürg, ed il 10 marzo in quello di Buchenwald. Non definite data e luogo di morte. Non sopravvive alla Shoah. |

### Gavardo
A Gavardo sono posate due pietre d'inciampo.
| Pietra d'inciampo | Pietra d'inciampo                                               | Pietra d'inciampo | Pietra d'inciampo                                                                                         | Note biografiche |
| Data di posa      | Luogo di posa                                                   | Stolpersteine     | Incisione                                                                                                 | Note biografiche |
| ----------------- | --------------------------------------------------------------- | ----------------- | --- | --- |
| 12 gennaio 2015   | Via Benecco, 32 località Soprazocco 45°35′43.51″N 10°28′50.65″E |                   | QUI ABITAVA DAVIDE ARDITI NATO 1883 ARRESTATO 22.12.1943 DEPORTATO AUSCHWITZ ASSASSINATO 26.2.1944        | Davide Arditi (Varna (Bulgaria), 12 febbraio 1883 - Auschwitz, 26 febbraio 1944), figlio di Beniamino e Visa Danon, coniugato con Rivka Jerochan, un figlio, commerciante. Cittadino italiano di origine ebraica, domiciliato prima a Livorno poi Milano, quindi a Salò. Arrestato il 22 dicembre 1943 con la moglie a Benecco di Sopracozzo dove soggiorna in regime di "internamento libero", rinchiusi nel carcere di Canton Mombello poi trasferiti al campo di Vo'Vecchio, quindi Fossoli prima della deportazione, il 22 febbraio 1944 nel Terzo Reich con destinazione Auschwitz. Assassinato al suo arrivo al campo il 26 febbraio 1944. |
| 12 gennaio 2015   | Via Benecco, 32 località Soprazocco 45°35′43.51″N 10°28′50.65″E |                   | QUI ABITAVA RIKVA JEROCHAN NATA 1885 ARRESTATA 22.12.1943 DEPORTATA AUSCHWITZ ASSASSINATA IN LUOGO IGNOTO | Rivka Jerochan (Pleven (Bulgaria), 3 gennaio 1885 - ???, ???), figlia di Menachem Jerchan, coniugata con Davide Arditi, un figlio. Condivide il tragico destino del marito. Non sopravvive alla Shoah. |

### Ghedi
A Ghedi sono posate sei pietre d'inciampo.
| Pietra d'inciampo | Pietra d'inciampo                                                        | Pietra d'inciampo | Pietra d'inciampo                                                                                                 | Note biografiche |
| Data di posa      | Luogo di posa                                                            | Stolpersteine     | Incisione | Note biografiche |
| ----------------- | ------------------------------------------------------------------------ | ----------------- | --- | --- |
| 17 gennaio 2020   | Via XX Settembre, 130 45°24′33.61″N 10°16′49.44″E                        |                   | A GHEDI ABITAVA SANTO BORGHETTI NATO 1917 INTERNATO MILITARE BERLINO ASSASSINATO 23.4.1945                        | Santo Borghetti (Ghedi, 24 gennaio 1917 - Berlino, 23 aprile 1945), guardia alla frontiera, deportato nel Terzo Reich come lavoratore coatto con lo stato di IMI. Muore a Berlino il 23 aprile 1945. Riposa nel cimitero militare italiano di Berlino. |
| 17 gennaio 2020   | Via XXIV Maggio, 18 45°24′13.66″N 10°16′25.12″E                          |                   | QUI ABITAVA DOMENICO CONTRATTI NATO 1923 ARRESTATO 8.9.1943 INTERNATO MILITARE FALLINGBOSTEL ASSASSINATO 9.5.1944 | Domenico Contratti (Ghedi, 29 novembre 1923 - Fallingbostel, 9 maggio 1944), soldato d'artiglieria catturato dai tedeschi a Bolzano il giorno successivo alla proclamazione dell'armistizio dell'8 settembre 1943, deportato nel Terzo Reich come lavoratore coatto con lo stato di IMI. Muore a Fallingbostel il 9 maggio 1944. Riposa nel Cimitero militare italiano di Amburgo.                               |
| 17 gennaio 2020   | Via Dante, 8/A (presso la Casa degli Alpini) 45°24′33.61″N 10°16′49.44″E |                   | QUI ABITAVA ANGELO DANDER NATO 1908 INTERNATO MILITARE BERNHAUSEN ASSASSINATO 21.2.1945                           | Angelo Dander (Ghedi, 27 agosto 1908 - Bernhausen, 21 febbraio 1945), figlio di Giuseppe e Maddalena Corbellini, alpino, deportato nel Terzo Reich come lavoratore coatto con lo stato di IMI a seguito della proclamazione dell'armistizio dell'8 settembre 1943. Muore a Bernhausen il 21 febbraio 1945. Riposa nel Cimitero militare italiano di Amburgo.                                                     |
| 17 gennaio 2020   | Via Dante, 8/A (presso la Casa degli Alpini) 45°24′33.61″N 10°16′49.44″E |                   | QUI ABITAVA ANGELO MOR NATO 1911 ARRESTATO 8.9.1943 INTERNATO MILITARE WILHERING ASSASSINATO 4.5.1945             | Angelo Mor (Ghedi, 20 novembre 1911 - Wilhering, 4 maggio 1945), figlio di Francesco e Teresa, soldato di Fanteria chiamato alle armi nel dicembre 1940, inviato sul fronte albanese e jugoslavo, catturato dai tedeschi nel Montenegro dopo la proclamazione dell'armistizio dell'8 settembre 1943, è deportato nel Terzo Reich come lavoratore coatto con lo stato di IMI. Muore a Wilhering il 4 maggio 1945. |
| 17 gennaio 2020   | Via Verdi, 52 45°23′58.86″N 10°16′40.78″E                                |                   | QUI ABITAVA MARTINO PASINI NATO 1908 INTERNATO MILITARE RHEINHAUSEN ASSASSINATO 25.3.1945                         | Martino Pasini (Ghedi, 8 agosto 1908 - Rheinhausen, 25 marzo 1945), figlio di Francesco e Maria, coniugato con Paola, tre figli. Soldato d'Artiglieria, catturato dai tedeschi dopo la proclamazione dell'armistizio dell'8 settembre 1943, deportato nel Terzo Reich come lavoratore coatto con lo stato di IMI. Muore aRheinhausen il 25 marzo 1945. Riposa nel Cimitero militare italiano di Amburgo.         |
| 17 gennaio 2020   | Via Verdi, 23 45°24′00.82″N 10°16′40.15″E                                |                   | QUI ABITAVA FRANCESCO PRATINI NATO 1907 ARRESTATO 8.9.1943 INTERNATO MILITARE MOSBACH ASSASSINATO 17.6.1945       | Francesco Pratini (Ghedi, 17 agosto 1907 - Mosbach, 17 giugno 1945), soldato di Fanteria, catturato dai tedeschi dopo la proclamazione dell'armistizio dell'8 settembre 1943, deportato nel Terzo Reich come lavoratore coatto con lo stato di IMI. Riposa nel Cimitero militare italiano di Francoforte sul Meno.                                                                                               |

### Marcheno
A Marcheno sono posate quattro pietre d'inciampo.
| Pietra d'inciampo | Pietra d'inciampo                             | Pietra d'inciampo | Pietra d'inciampo | Note biografiche |
| Data di posa      | Luogo di posa                                 | Stolpersteine     | Incisione | Note biografiche |
| ----------------- | --------------------------------------------- | ----------------- | --- | --- |
| 20 gennaio 2025   | Via Aleno, 21 45°42′29.51″N 10°12′59.43″E     |                   | QUI ABITAVA GIUSEPPE MASSIMO CONTESSA NATO 1917 ARRESTATO COME POLITICO 10.12.1944 DEPORTATO MAUTHAUSEN GUSEN ASSASSINATO 20.3.1945 | Giuseppe Massimo Contessa (Marcheno, 22 luglio 1917 - Gusen, 20 marzo 1945), partigiano, operaio, figlio di Giacomo e Letizia Milesi, celibe, cinque fratelli tra cui Domenico Contessa, nipote di Luigi Bruno Zertolin. Combattente della "122ª Brigata Garibaldi" è catturato insieme al fratello Domenico e allo zio Bruno nel corso del rastrellamento del dicembre 1944. Dal carcere di Canton Mombello è successivamente trasferito a Bolzano a cui segue la deportazione nel Terzo Reich. Destinato a Mauthausen, dove giunge il 4 febbraio 1945, matricola 126141, classificato "Schutz" – (Schutzhäftlinge). Muore nel sottocampo di Gusen il 20 marzo 1945.                          |
| 20 gennaio 2025   | Via Aleno, 21 45°42′29.51″N 10°12′59.43″E     |                   | QUI ABITAVA DOMENICO CONTESSA NATO 1920 ARRESTATO COME POLITICO 10.12.1944 DEPORTATO MAUTHAUSEN ASSASSINATO 2.4.1945 GUSEN          | Domenico Contessa (Marcheno, 11 marzo 1920 - Gusen, 2 aprile 1945), partigiano, operaio, figlio di Giacomo e Letizia Milesi, celibe, cinque fratelli tra cui Giuseppe Massimo Contessa, nipote di Luigi Bruno Zertolin. Combattente della "122ª Brigata Garibaldi" è catturato insieme al fratello Giuseppe Massimo e allo zio nel corso del rastrellamento del dicembre 1944. Dal carcere di Canton Mombello è successivamente trasferito a Bolzano a cui segue la deportazione nel Terzo Reich. Destinato a Mauthausen, dove giunge il 4 febbraio 1945, matricola 126140, classificato "Schutz" – (Schutzhäftlinge). Muore nel sottocampo di Gusen il 2 aprile 1945.                         |
| 20 gennaio 2025   | Via Aleno, 21 45°42′29.51″N 10°12′59.43″E     |                   | QUI ABITAVA LUIGI BTUNO ZERLOTIN NATO 1919 ARRESTATO COME POLITICO 10.12.1944 DEPORTATO MAUTHAUSEN ASSASSINATO 24.4.1945 GUSEN      | Luigi Zerlotin (Castagnaro, 11 ottobre 1919 - Gusen, 24 aprile 1945), partigiano, insegnate elementare, figlio di Temistocle e Enrichetta Todeschini, coniugato con Margherita Ghisla, amichevolmente chiamato "Bruno". Combattente della "122ª Brigata Garibaldi" è Catturato insieme ai fratelli Giuseppe Massimo e Domenico Contessa suoi nipoti, nel corso del rastrellamento del dicembre 1944. Dal carcere di Canton Mombello è successivamente trasferito a Bolzano a cui segue la deportazione nel Terzo Reich. Destinato a Mauthausen, dove giunge il 4 febbraio 1945, matricola 126500, classificato "Schutz" – (Schutzhäftlinge)>. Muore nel sottocampo di Gusen il 24 aprile 1945. |
| 20 gennaio 2025   | Via Marcheno Sopra 45°42′39.17″N 10°13′07.1″E |                   | QUI ABITAVA OTTORINO EMILIO MORETTI NATO 1912 ARRESTATO COME POLITICO 17.1.1945 DEPORTATO MAUTHAUSEN ASSASSINATO 5.5.1945 GUSEN     | Ottorino Emilio Moretti (Marcheno, 16 ottobre 1912 - Gusen, 5 maggio 1945), figlio di Sperandio e Maria Muffolini, coniugato con Valentina Zubani, tre figli. Già sergente degli Alpini, all'armistizio dell'8 settembre 1943, è partigiano tra le file della "122ª Brigata Garibaldi". Arrestato a Marcheno il 17 gennaio 1945 nel corso del rastrellamento del gennaio 1945, dal carcere di Canton Mombello è successivamente trasferito a Bolzano a cui segue la deportazione nel Terzo Reich. Destinato a Mauthausen, dove giunge il 4 febbraio 1945, matricola 126301, classificato "Schutz" – (Schutzhäftlinge). Muore nel sottocampo di Gusen il 5 maggio 1945.                         |

### Palazzolo sull'Oglio
A Palazzolo sull'Oglio si trovano 10 pietre d'inciampo, tutte poste il 18 gennaio 2016.
| Immagine | Scritta | Indirizzo                                                                        | Biografia |
| -------- | --- | -------------------------------------------------------------------------------- | --- |
|          | QUI ABITAVA ANGELO BELOTTI NATO 1913 INTERNATO MILITARE ARRESTATO 8.9.1943 ASSASSINATO 16.1.1945 OSNABRÜCK         | Via Ponte Fusia 2 45°36′04.54″N 9°53′30.88″E                                     | Angelo Belotti (1913-1945) nacque a Palosco (Bg) il 3 settembre del 1913 da Francesco e Barbara Plebani. Cominciò a lavorare presto come garzone presso un barbiere del paese. Nel 1933 partì per il servizio militare. Giurò fedeltà il 24 maggio 1934, e nel maggio 1935 venne congedato. Venne poi assunto dalla ditta “Marzoli” di Palazzolo come operaio meccanico. A 26 anni sposò Caterina Vavassori, da cui ebbe i figli Francesco e Alessio. Il 19 novembre 1942 venne richiamato alle armi nella 467ª Brigata Territoriale – Plotone comando PM168 del 42º Reggimento di Fanteria, dislocato a Tolone. Nel novembre del ‘43 Caterina diede alla luce Barbara, che però morì a soli otto mesi. Con l’armistizio 815.000 soldati italiani vennero catturati dall’esercito tedesco e destinati a diversi lager con la qualifica di I.M.I. (Internati Militari Italiani). Anche Angelo, rifiutatosi di entrare nelle forze armate nazifasciste, venne internato nel lager di Osnabrück in Germania e costretto ai lavori forzati per la ditta Wolfe-Muller, con sede a Stoccarda. Le condizioni di vita nel campo erano insostenibili: la razione di cibo quotidiana consisteva in una zuppa a base di rape, in pochi grammi di pane e di companatico; non c’era la possibilità di lavarsi né di lavare gli indumenti, si soffriva il freddo e i turni di lavoro erano massacranti. Nonostante ciò, Angelo, per non turbare la famiglia, scriveva alla moglie cartoline rassicuranti sulla propria salute. In realtà era stremato dal lavoro forzato e dagli stenti. Il 4 gennaio del ’45 si presentarono i primi sintomi di un’infezione al labbro inferiore. Angelo chiese di essere visitato e ottenne un giorno di riposo; il successivo lavorò nonostante la febbre. Venne poi trasferito in ospedale. Angelo morì il 16 gennaio, a 32 anni. La famiglia venne informata della morte da un altro commilitone, Palazzi, nell’estate del ’45. Egli portò loro gli attrezzi da barbiere di Angelo e un clarinetto ricevuto dai commilitoni in cambio dei suoi servigi di barbiere. In data 31 ottobre 1958 giunse alla famiglia una comunicazione del “Commissariato generale onoranze caduti in guerra” del Ministero della Difesa, con cui veniva informata che “il giorno 14 novembre 1958” sarebbe arrivata “al cimitero di Palazzolo sull’Oglio con furgone militare la salma del vostro congiunto Soldato Belotti Angelo fu Francesco proveniente dalla Germania”. Angelo tornò a casa 13 anni dopo la sua morte. |
|          | QUI ABITAVA CELESTINO BOLIS NATO 1922 INTERNATO MILITARE ARRESTATO 8.9.1943 ASSASSINATO 10.5.1944                  | Via Lancini 37 45°37′01.1″N 9°55′12.36″E                                         | Celestino Bolis (1922-1944) nacque l’11 febbraio 1922 da Giovanni Bolis e Giuseppina Lancini a San Pancrazio che, a quel tempo, era una frazione comunale suddivisa tra i Comuni bresciani di Adro e di Erbusco. Abitava insieme ai suoi tre fratelli e alle due sorelle. Non svolgeva un lavoro fisso, perché a quel tempo non era facile trovare un’occupazione, ma andava a pescare, tagliava la legna nei boschi, cacciava. Nel 1943 fu arruolato nella Marina Militare. Partì e da allora non si seppe più nulla di lui. Purtroppo non riuscì a dare sue notizie, e né le sorelle né le cugine furono più in grado di rintracciarlo. Si presume che sia stato catturato dai soldati tedeschi l’8 settembre a Genova e deportato in un campo di concentramento in Germania a soli 21 anni. Un elemento molto importante per la ricostruzione della fine della sua vita è legato al ritrovamento di un biglietto infilato in una bottiglia da Celestino e lanciato dal treno in sosta alla stazione di Rovato. Il biglietto, consegnato alla famiglia da un conoscente, informava che prigioniero dei tedeschi era in viaggio per una destinazione ignota. Questa è l’ultima sua notizia giunta ai familiari prima di quella della morte, che risale al 10 maggio 1944, avvenuta in un campo di concentramento tedesco non meglio identificato. Il biglietto venne poi consegnato dai familiari al Comune di Palazzolo affinché si potessero cercare notizie riguardo ai suoi ultimi giorni. |
|          | QUI ABITAVA BATTISTA FUMAGALLI NATO 1923 INTERNATO MILITARE ARRESTATO 8.9.1943 ASSASSINATO 16.9.1944 HOFFMANNSTHAL | Via Raspina 45                                                                   | Battista Fumagalli (1923-1944) nasce il 1º marzo 1923 in una cascina sperduta nella campagna palazzolese, ai confini delle terre coltivate di Cologne e di Chiari. È il secondo figlio della famiglia del contadino Giuseppe che coltiva circa 30 piò (unità di misura agricola usata in provincia di Brescia, corrisponde a 3256 m²) di terra. Frequenta le scuole elementari nell’edificio scolastico della Valena, al Mirasole, che accoglie gli alunni delle varie cascine dei dintorni. Dopo la scuola, come quasi tutte le persone nel primo dopoguerra, aiuta la famiglia nel lavoro dei campi. Fa il contadino, ma si prende cura anche dei fratelli minori, in particolare delle due sorelle più piccole. Nel frattempo, infatti, la famiglia aumenta di numero. A Giovanni e Battista si aggiungono Gino, Maria e Rosa. La famiglia vive nella grande cascina Fienilnuovo di via Raspina, insieme ad altre famiglie. La sorella più piccola, la sig.ra Rosa, ricorda il pane cotto sul fuoco, la stufa a legna, la stalla in cui ci si ripara dal freddo, le bombe alleate sul ponte ferroviario, ma non rammenta invece quando a Battista è ordinato di partire militare. L’Italia è in guerra dal 1940, alleata del Terzo Reich. Mentre il primo fratello, Giovanni, partecipa alla campagna di Francia e poi a quella di Russia da cui è reduce, Battista, soldato di leva del 1923, dopo essere stato lasciato in congedo provvisorio il 15 aprile 1942, viene richiamato alle armi. Non ancora ventenne, giunge nel 6º Reggimento Alpini quale predesignato per il Battaglione Vestone il 4 settembre 1942; viene poi assegnato nella Compagnia reclute del Battaglione Val Chiese il 7 dello stesso mese e nel 6º Battaglione Compagnia Alpini Bis il 9 novembre. Il 1º febbraio 1943 viene infine mobilitato. È catturato dai tedeschi a Colle Isarco l’8 settembre 1943, giorno della proclamazione dell’armistizio. Battista, nonostante la giovane età, rifiuta di combattere a fianco delle truppe nazifasciste e di aderire alla Repubblica di Salò. Internato lo stesso giorno finisce in Germania nel campo 1609 Stalag V, muore a Hoffmannsthal in campo di prigionia il 16 settembre 1944. Le circostanze della cattura e il comportamento tenuto durante la prigionia di guerra restano ignote. Per essere stato prigioniero dei tedeschi dall’8 settembre 1943 al 16 settembre 1944 gli viene conferita la Croce al merito di guerra. Dal momento della cattura la famiglia non ha più notizie di Battista. Dopo la morte di mamma Rita, a soli 48 anni, avvenuta in una tragica circostanza il 17 dicembre 1944, la famiglia sollecita notizie del figlio prigioniero. Solo allora un telegramma militare informa che Battista Fumagalli era morto tre mesi prima. Le spoglie del caduto tornano a Palazzolo il 5 agosto 1959, a cura del Commissariato Generale Onoranze Caduti in Guerra, accolte dalle autorità cittadine. Ne dà notizia inoltre l'Eco di Bergamo. Lo stesso giorno la bara viene posta nella chiesa di S. Rocco e poi trasportata a spalle dagli alpini palazzolesi lungo le vie del paese fino alla parrocchiale di S. Maria Assunta, dove si celebra la S. Messa per le onoranze funebri. Scortata da un numeroso corteo, la salma è tumulata nella chiesetta del cimitero di Palazzolo, dove giacciono i caduti di guerra. |
|          | QUI ABITAVA REMO DEL TON NATO 1924 INTERNATO MILITARE ARRESTATO 8.9.1943 ASSASSINATO 8.4.1944 FALLINGBOSTEL        | Via Mura 73 45°35′54.09″N 9°52′46.26″E                                           | Remo Del Ton (1924-1944) nacque il 9 dicembre 1924 a Viadana, in provincia di Mantova, sulla riva sinistra del fiume Po. Il padre Luigi, commerciante, si trasferì a Palazzolo sull’Oglio per motivi di lavoro seguito dai figli e dalla moglie, Maria Del Bon.Giovane operaio, fu chiamato alle armi durante la calda estate del 1943. Venne arruolato nel IV Reggimento Genio-Scuola, 1ª Compagnia Artieri di Bolzano. Qui i soldati tedeschi lo catturarono l’8 settembre 1943, il giorno dell’annuncio dell’armistizio con gli Alleati. Si rifiutò di entrare nelle formazioni nazifasciste della Repubblica sociale italiana, decisione che gli costò l’internamento in Germania. L’8 aprile 1944, a causa di una grave malattia, forse tubercolosi, contratta durante la prigionia, morì nel Lager di Fallingbostel, in Bassa Sassonia. Non aveva ancora compiuto i vent’anni. |
|          | QUI ABITAVA FRANCESCO GIOVANESSI NATO 1924 INTERNATO MILITARE ARRESTATO 8.9.1943 ASSASSINATO 17.1.1944 SANDBOSTEL  | Via Zanardelli 45°35′53.52″N 9°53′14.64″E                                        | Francesco Giovanessi (1924-1944) nasce a Colombaro di Corte Franca il 2 febbraio del 1924 in una famiglia di due sorelle e di due fratelli. Francesco vive i primi anni a Colombaro e si trasferisce con la famiglia a Palazzolo sull’Oglio in via Zanardelli 5, zona Riva, a seguito della prematura morte del padre. La giovane madre, rimasta vedova con quattro figli in condizioni economiche difficili, trova lavoro come operaia nella vicina fabbrica Lanfranchi ed è costretta ad affidare a due enti caritatevoli la cura e l’educazione di due dei suoi quattro figli. Teresa frequenta fin dai cinque anni l’orfanotrofio femminile delle suore Ancelle della Carità, mentre Francesco a sei anni viene affidato all’orfanotrofio maschile dell’Ente Galignani, dove riceve un’istruzione di base e impara il mestiere di modellista. Intorno ai diciotto anni lascia il Galignani e comincia a lavorare a Palazzolo come operaio modellista presso la fonderia del signor Merati. Francesco viene descritto dai fratelli Teresa e Giovanni come un bravo ragazzo, educato e tranquillo, dal carattere aperto e sincero. Era religioso, frequentava la parrocchia di Santa Maria Assunta e l’oratorio di San Sebastiano, dove incontrava gli amici. Sulla guerra Francesco ha un presentimento negativo. Non vuole partire e quando nel luglio del 1943 arriva la lettera della chiamata alle armi, vive momenti di disperazione e di sconforto. La sua destinazione è Bolzano dove è addestrato nel ruolo di marconista trasmettitore. Durante i due mesi di permanenza a Bolzano Francesco manda una sola lettera alla famiglia, antecedente l’8 settembre del 1943, in cui racconta le attività di addestramento. L'8 settembre 1943 viene catturato a Bolzano dai soldati tedeschi e, dopo il suo rifiuto a collaborare con le forze nazifasciste, viene incarcerato prima come prigioniero di guerra e poi mandato come internato militare nel lager tedesco di Sandbostel (Bassa Sassonia) dal quale non riuscirà mai a mandare sue notizie alla famiglia. Trascorre a Sandbostel l’autunno e parte dell’inverno del 1943-1944, lavorando in condizioni disumane di sfruttamento e di dura prigionia. Il giovane muore pochi mesi dopo, il 17 gennaio del 1944, ma il telegramma ufficiale di morte arriverà alla famiglia soltanto un anno dopo, nel 1945. Dopo la Liberazione un compagno di prigionia di Francesco, originario di Urago d’Oglio, contatta la famiglia per consegnare la borsa di cuoio appartenuta a Francesco con il suo rasoio e raccontare ciò che sapeva degli ultimi giorni di vita. Era malato e, nonostante la febbre alta, fu costretto a recarsi al lavoro. Durante il trasporto verso il luogo di lavoro, a causa della febbre alta perse l’equilibrio, cadde dal camion e fu investito. Secondo alcuni testimoni morì sul colpo per l’incidente; secondo altri fu portato al lazzaretto del lager dove morì poco dopo. |
|          | QUI ABITAVA MARIO GUARIENTI NATO 1924 INTERNATO MILITARE ARRESTATO 8.9.1943 ASSASSINATO 16.5.1945 LÜBECK           | Via Gianbattista Sufflico 7 45°36′04.86″N 9°52′55.65″E                           | Mario Guarienti (1924-1945) nacque il 17 ottobre del 1924, a Palazzolo sull’Oglio, un ridente e operoso paese dell’ovest bresciano al confine con la provincia di Bergamo. Da ragazzo frequentava spesso l'oratorio di S. Sebastiano. Lavorava come operaio e prestava servizio volontario nei vigili del fuoco quando, nell’estate del 1943, venne chiamato alle armi, aveva 19 anni. Fu arruolato nel 40º Genio Marconisti ed aggregato al III Battaglione misto degli Alpini di stanza a Bolzano. Dopo l'8 settembre del ’43 rifiutò di collaborare con le forze nazifasciste che avevano occupato il Paese, e venne per questo tradotto in prigionia in Germania dove fu internato nel lager di Lübeck e costretto a lavorare per l’industria bellica tedesca. Dopo quasi due anni di fame, stenti e trattamenti disumani, lo colse una grave malattia che lo condusse alla morte il 16 maggio 1945. I suoi resti riposano oggi nel cimitero di Palazzolo, accolti con una toccante cerimonia cinquant’anni dopo la sua morte nel 1995. |
|          | QUI ABITAVA CARLO MARELLA NATO 1924 INTERNATO MILITARE ARRESTATO 8.9.1943 ASSASSINATO 17.2.1944 WARSAW             | Cascina Gonzere 45°34′56.04″N 9°51′54.88″E                                       | Carlo Marella (1924-1944) nacque a Pontoglio, un paese della bassa bresciana, sul confine con la provincia di Bergamo, il 21 agosto 1923. Per sostenere la famiglia numerosa – erano ben 11 figli, tra maschi e femmine – aiutava il padre nel duro lavoro dei campi, quando venne chiamato alle armi fu arruolato nel II Reggimento Artiglieria Alpina. Gu arruolato per la campagna di Russia, insieme al fratello Santo che poco tempo dopo sarebbe stato catturato dai sovietici e tradotto in una località dell’Asia dove morì il 31 maggio 1944. Dopo l’8 settembre rifiutò di collaborare e di combattere per le forze neonaziste e perciò venne internato nei pressi di Varsavia, in Polonia, in un campo di lavoro. Le durissime condizioni di vita, a cui venne sottoposto in prigionia, minarono la sua robusta costituzione e gli causarono una grave malattia ai polmoni che lo condusse alla morte il 17 febbraio 1944 nel Lazzaretto, Riserva V di Varsavia. Oggi una lapide nel cimitero di Pontoglio ricorda il suo nome e quello del fratello insieme a tutti coloro che gli vollero bene. |
|          | QUI ABITAVA AMELIO REGGIO NATO 1924 INTERNATO FOSSOLI DESTINO SCONOSCIUTO                                          | Via Marconi 100 (alla piattaforma della stazione ferroviaria)                    | Le informazioni relative alla vicenda della deportazione di Amelio Reggio (1924-?) si possono ricavare unicamente dal mattinale della questura di Brescia del 17 febbraio 1944 e dai fogli dell’Ufficio matricole del carcere di Canton Mombello di Brescia. Il suo nome non figura né all’interno degli elenchi dei deportati a Fossoli né in quelli stilati dagli studiosi. Dal primo risulta che Amelio Reggio fu rintracciato e arrestato dai carabinieri di Palazzolo sull’Oglio il 14 febbraio del 1944 e portato al campo di concentramento di Fossoli, medesima destinazione per gli altri ebrei arrestati nel bresciano. Risulta altresì che fosse residente a Milano e impiegato presso la ditta U.B.I. di Palazzolo sull’Oglio, che non si è ancora potuto identificare con precisione. Dalle note dell’Ufficio matricole di Canton Mombello invece, oltre alla conferma delle generalità riportate dal mattinale della questura, si evince che Amelio Reggio fosse padre di due figli e al momento dell’arresto domiciliato a Palazzolo sull’Oglio. Sulle ragioni della presenza di Aurelio Reggio nel borgo bresciano si possono fare solo alcune ipotesi, prendendo in considerazione le sorti di altri due ebrei sfollati a Palazzolo in quei mesi. Forse era dovuta al desiderio di sfuggire ai bombardamenti alleati sulle grandi città e alla speranza di una maggiore sicurezza, come nel caso di Lorenzo Sacerdoti, anch’egli arrestato nella stessa cittadina; oppure a motivi di lavoro, come per Gualtiero Morpurgo, il quale però, appena dopo l’8 settembre 1943 riuscì a scappare e a trovare rifugio in Svizzera. Infatti in quegli anni alcune industrie collocate nei principali centri del nord Italia avevano trasferito a Palazzolo sull’Oglio – già fiorente realtà industriale – parte della loro produzione e della manodopera, proprio per sottrarsi ai bombardamenti. Allora, dei 58.412 ebrei abitanti in Italia 118 vivevano nella provincia di Brescia e tra questi 35 non avevano cittadinanza italiana. Dei 26 ebrei residenti nella provincia di Brescia che furono deportati – individuati dal questore Candrilli, infaticabile nella caccia insieme a tutto l’apparato della Repubblica sociale – solo due riuscirono a sopravvivere. Si presume che Amelio Reggio sia stato arrestato probabilmente grazie alla solerzia del commissario prefettizio del partito fascista repubblicano di Palazzolo sull’Oglio, oppure individuato attraverso la delazione di qualche palazzolese interessato al premio in denaro che la denuncia assicurava. Non avendo trovato alcuna traccia di Reggio che ci permetta di ripercorrere con precisione la sua vicenda dopo l’internamento nel campo di transito di Fossoli, piuttosto che immaginarlo “cenere nel camino”, ci piace pensare che, almeno lui, sia riuscito a fuggire e ad assaporare la salvezza tanto agognata. |
|          | QUI ABITAVA MARIO RUGGERI NATO 1924 INTERNATO MILITARE ARRESTATO 8.9.1943 ASSASSINATO 13.1.1945 SCHAUSSEE          | Piazza Roma 21 (era precedentemente numero civico 17) 45°35′50.93″N 9°52′56.91″E | Mario Ruggeri (1924-1945) nacque a Palazzolo il 10 febbraio 1924 da Enrico e da Elisabetta Albrici. Viveva in Piazza Roma al numero 17 ed era rimasto figlio unico in seguito alla morte della sorellina in tenera età. Lavorava come operaio presso la ditta Marzoli ed era inoltre pompiere volontario, perché sperava in questo modo di non essere arruolato nell’esercito italiano. Nei primi anni di guerra le armate italiane avevano combattuto su diversi fronti, tra i quali quello russo, dove il VI Reggimento Alpini aveva subito gravissime perdite. Perciò nel maggio del ’43 si avviò la ricostituzione del reggimento: proprio nell’estate di quell’anno, Mario venne chiamato alle armi e collocato in forza nel VI Reggimento Alpini. La chiamata avvenne in un momento molto importante per l’andamento della guerra. Infatti l’8 settembre 1943 fu reso pubblico l’armistizio firmato pochi giorni prima dall’Italia con gli Alleati. I Tedeschi non vennero colti di sorpresa e furono pronti a occupare i punti nevralgici della penisola, fino a Roma, senza trovare resistenza da parte dell’Esercito italiano, lasciato allo sbando e senza ordini precisi dai comandi. I soldati italiani dovevano scegliere se continuare la guerra con i vecchi alleati o se deporre le armi. Il VI Reggimento si sciolse il 10 settembre 1943 a Fortezza (Bz). La bandiera di guerra venne sepolta in un bosco a monte della strada per il Passo Giovo e recuperata a fine guerra. Circa 600.000 uomini italiani in armi non accettarono di continuare la guerra coi nazifascisti e per questo furono disarmati e deportati in diversi campi di concentramento della Germania e costretti a lavorare come schiavi per l’industria bellica tedesca. Mario tentò più volte di scappare ma non riuscì nel suo intento: una sera, dopo un pomeriggio passato a pregare, avrebbe dovuto trovarsi con sette compagni di prigionia per fuggire, ma mancò all’appuntamento e da quel momento non si ebbero più sue notizie. I suoi compagni riuscirono invece a scappare. Le condizioni di vita a Palazzolo per i familiari di Mario erano precarie: all’angoscia per la sorte del figlio dal 1944 si aggiunse il terrore dei bombardamenti Alleati, che miravano a colpire il ponte della ferrovia. Fu un mistero anche la sua morte, probabilmente avvenuta il 13 gennaio 1945. Si pensa che sia morto per denutrizione. La vita nei campi di prigionia, era molto difficile: tutti vivevano di stenti ed era necessario adattarsi a quelle condizioni. Non bisogna escludere che Mario sia morto a causa di malattie non adeguatamente curate. Mario non si sposò; la sua perdita fu dolorosa per la famiglia e tutta la parentela. |
|          | QUI FU ARRESTATO 3.12.1943 RENZO SACERDOTI NATO 1885 INTERNATO FOSSOLI DEPORTATO 1944 AUSCHWITZ ASSASSINATO        | Piazza Vincenzo Rosa                                                             | Renzo Sacerdoti (1885-1944) nasce il 12 febbraio 1885 a Treviso, in una famiglia di ebrei italiani, come quinto figlio di Moisè Sacerdoti e Maria Antonietta Dal Monte. Si sposa l’11 settembre 1913, con Gilda Aida Zevi, ed insieme vanno a vivere a Venezia. Nel 1914 nasce la prima figlia Wanda Dina. Nel febbraio 1916 viene richiamato come ufficiale e combatte lungo il fronte dell’Isonzo. Nella primavera del 1916 nasce la seconda figlia Alda Bruna, cui seguirà nel 1918 anche la terzogenita Annamaria. Negli anni ‘20, la famiglia di Renzo Sacerdoti si trasferisce a Milano in Via Canova. Renzo, dottore in economia, lavora in banca ed è direttore fino al 1936. Renzo, per la sua origine ebraica è costretto a lasciare l’impiego in banca e trova un lavoro di ripiego presso la Calcografia Carte e Valori di Milano. A causa delle leggi razziali emanate dal fascismo gli ebrei italiani non possono possedere case di lusso e così Renzo e Gilda intestano la loro casa di Milano a un prestanome e vanno ad abitare in via Marcona nº 48 in un appartamento al quinto piano senza ascensore. Nel 1938, nonostante i divieti imposti dalle leggi razziali, Augusto Lovisolo, cattolico e “ariano”, sposa Dina Sacerdoti, la figlia primogenita di Renzo e Gilda; l’8 settembre 1940 nasce Gianfranco Lovisolo. Un amico di famiglia, propone ad Augusto Lovisolo, di assumerlo nella sua fabbrica di Palazzolo dove si costruiscono strumenti per le navi da guerra, così la famiglia nell’estate ’43 lascia Milano seguito dopo breve tempo da Renzo Sacerdoti con la moglie, e la figlia Annamaria. Il 30 novembre 1943 la RSI decreta l’arresto di tutti gli ebrei e il loro concentramento in campi provinciali. Nel novembre 1943 tra Renzo Sacerdoti e la moglie Gilda iniziano interminabili discussioni: i fratelli di entrambi sono già in Svizzera, ma Renzo non vuole lasciare l’Italia. “Sono un galantuomo”, diceva fiducioso Renzo alla moglie, “ho servito con onore la Patria, questa moda della persecuzione degli ebrei passerà, ma perché mai dovrebbero farmi del male…?”. Alla fine Gilda si arrende: dopo avere invano supplicato Renzo di seguirla, prepara la valigia e tenta la fuga verso la Svizzera con le figlie Bruna e Annamaria. Per varcare il confine Gilda è costretta a cedere l’anello con il brillante ai gendarmi svizzeri, ma passa la frontiera. Le tre donne dapprima sono state recluse nel campo di concentramento di Lugano, poi riescono a sopravvivere andando a servizio. Renzo Sacerdoti con la figlia Dina e la sua famiglia restano dunque a Palazzolo, fiduciosi che nulla sarebbe accaduto. È tranquillo soprattutto Augusto Lovisolo, poiché il governo ha emanato disposizioni che non prevedono persecuzioni per cittadini ebrei coniugati con ariani. La mattina del 3 dicembre 1943, invece, inaspettatamente, Dina Sacerdoti viene arrestata da due carabinieri. Una lettera dell’8 dicembre di Augusto Lovisolo alla moglie in carcere a Brescia, ci informa che a quella data Renzo Sacerdoti era ancora libero (la scheda del Centro di Documentazione Ebraica attesta invece catturato il 3 dicembre). Egli è arrestato a Palazzolo, probabilmente qualche giorno dopo l’8 dicembre e tradotto nelle carceri di Canton Mombello a Brescia (matricola 4258). Dopo il 6 febbraio 1944 Renzo viene quindi trasferito nel carcere di San Vittore a Milano e di qui al campo di raccolta di Fossoli. Dina Sacerdoti dopo alcuni giorni è rilasciata dal carcere e riesce a tornare alla sua famiglia a Palazzolo. Si rifugia a Foresto Sparso, una località in provincia di Bergamo, a pochi chilometri a nord di Palazzolo, dove rimarrà insieme con il marito Augusto e il piccolo Gianfranco fino alla primavera del 1945. Renzo invece viene inviato nella primavera del 1944 al campo di concentramento di Fossoli, qui incontra tra gli altri prigionieri il cantante lirico Emilio Jani, che nel suo libro “Mi ha salvato la voce” (1960) lo descriverà come persona assai sensibile, legatissima alla famiglia. Il 5 aprile 1944 Renzo Sacerdoti costretto a salire su un carro bestiame, chiuso ermeticamente, viene deportato ad Auschwitz, dove arriva il 10 aprile 1944, da quel momento non si ha più alcuna sua notizia. |

### Salò
| Pietra d'inciampo | Pietra d'inciampo                              | Pietra d'inciampo | Pietra d'inciampo                                                                           | Note biografiche |
| Data di posa      | Luogo di posa                                  | Stolpersteine     | Incisione                                                                                   | Note biografiche |
| ----------------- | ---------------------------------------------- | ----------------- | ------------------------------------------------------------------------------------------- | --- |
| 16 gennaio 2016   | Via Rive Grandi, 13 45°36′48.5″N 10°33′07.95″E |                   | QUI ABITAVA MASSIMO LÖWY NATO 1880 ARRESTATO 2.12.1943 DEPORTATO 1944 AUSCHWITZ ASSASSINATO | Massimo Löwy (Mährisch-Ostrau, 29 settembre 1888 - Auschwitz, 26 febbraio 1944), figlio di Giuseppe ed Elena Tieder. Nel giugno 1906 sposa Berta Meyer e si trasferisce a Gardone Riviera, negozianti, due figlie. Sono a Salò dal 1936. Nel dicembre 1943, in quanto ebreo, è arrestato insieme alle due figlie, ma queste sono in breve liberate in quando di madre ariana. Rinchiuso prima nel Carcere di Canton Mombello a Brescia, quindi trasferito a Fossoli a cui segue la deportazione nel Terzo Reich con destinazione Auschwitz. Assassinato al suo arrivo al campo, 26 febbraio 1944. |

### Sarezzo
| Immagine | Scritta | Indirizzo                                             | Biografia |
| -------- | --- | ----------------------------------------------------- | --- |
|          | QUI ABITAVA SPARTACO BELLERI NATO 1920 ARRESTATO COME POLITICO 7.11.1944 DEPORTATO MAUTHAUSEN ASSASSINATO 15.3.1945                     | Via Marconi 3 45°40′18.2″N 10°11′19.86″E              | Spartaco Belleri nacque il 25 febbraio 1920 a Sarezzo da Lorenzo Belleri e Domenica Guerini. Era il primo di tre fratelli. Suo padre era un socialista noto della Valle Trompia. Frequentò il collegio civico di Salò, diplomandosi nel 1940. Fu impiegato ed anche agricoltore. Andò coscritto nel corpo degli alpini. Dopo l'armistizio di Cassibile si unì ai partigiani della Val Trompia partecipando a varie azioni di guerriglia. Il 7 novembre 1944 membri della G.N.R. fecero irruzione nella sua casa e — non trovandolo — arrestarono il padre. Spartaco si fece arrestare per salvare il padre. Venne portato al carcere di Brescia. Fu interrogato e torturato dalle SS. Il 14 novembre 1944 venne deportato nel Campo di transito di Bolzano, dove scriveva un'ultima lettera alla moglie e al figlio. il 14 dicembre, fu trasferito al Campo di concentramento di Mauthausen dove morì il 15 marzo 1945. |
|          | QUI ABITAVA GIOVANNI COLOSIO NATO 1921 INTERNATO MILITARE ARRESTATO IN GRECIA ASSASSINATO 9.4.1945 ZWATEWN OF JENA                      | Piazza Cesare Battisti 18 45°39′13.95″N 10°12′12.42″E | Giovanni Francesco Colosio nacque il 4 gennaio 1921 a Sarezzo. I suoi genitori erano Angelo Colosio e Antonia Zani. Zoppicava dopo un incidente con una slitta. Il 11 gennaio 1941 fu richiamato alle armi, nonostante la sua disabilità. Dopo l'armistizio di Cassibile non aderisce alla Repubblica Sociale Italiana, viene arrestato dai Tedeschi e deportato come I.M.I. nel Campo di Kahla in Thuringia, dove i Nazisti costruivano un complesso sotterraneo di fabbriche belliche. Nel campo venivano impiegati 12.000 lavoratori forzati da tutta l'Europa di cui almeno 2.000 rimasero vittime del trattamento ricevuto. Il 9 aprile 1945 morì a Jena. |
|          | QUI ABITAVA ANTONIO PEDERGNAGA NATO 1918 INTERNATO MILITARE ARRESTATO SAN CANDIDO ASSASSINATO 9.5.1944 LEIPZIG                          | Via Nord 26 45°39′20.28″N 10°12′17.67″E               | Antonio Battista Pedergnaga nacque il 16 maggio 1918 da Angelo Pedergnaga e Alceste Marianini. Aveva quattro fratelli. Il 31 marzo 1939 fu chiamato alle armi. Trascorse in suo servizio militare a San Candido nella provincia di Bolzano. Dopo l'armistizio di Cassibile viene arrestato dai tedeschi e deportato come I.M.I. nel Campo di Kahla in Thuringia. Il 9 maggio 1944 viene dichiarato morto a Lipsia. |
|          | QUI ABITAVA MARIO POZZI NATO 1921 ARRESTATO COME POLITICO 7.11.1944 DEPORTATO MAUTHAUSEN MELK ASSASSINATO 24.3.1945                     | Via Dante Alighieri 150 45°40′00.43″N 10°11′36.53″E   | Mario Pozzi (1921-1945) nacque il 6 giugno 1921 a Sarezzo, da Pozzi Pietro. Mario, che fin da giovane non voleva sposare l’ideologia fascista, si era rifugiato in montagna con lo zio Rodolfo ed il padre Pietro assieme ad altri partigiani. Il 7/11/1944 vennero prelevati con una retata dalle loro abitazioni, pestati a sangue e condotti al campo di concentramento di Bolzano, che serviva da smistamento per le varie destinazioni finali dei deportati. Dopo circa un mese di prigionia, il giorno 14/12/1944 vennero caricati su un treno per il trasporto del bestiame, senza cibo e tutti ammassati uno contro l’altro, senza alcuna possibilità di movimento. Destinazione del viaggio era Mauthausen, in Austria, dove arrivarono stremati, dopo un viaggio di 5 giorni in quelle condizioni, il 19/12/1944. Arrivati in Austria, Mario verrà poi mandato nel sottocampo Melk. Durante la prigionia, così come i compagni, Mario indossava un fazzoletto di stoffa triangolare di colore rosso, che riportava scritta la sua nazionalità ed il codice che lo rappresentava. Mario aveva il n.114072 ed a seguire il padre Pietro con il n.114073 e lo zio Rodolfo il n.114074, poiché vennero proprio immatricolati uno dopo l’altro. Mario morirà qui il 24 marzo 1945. |
|          | QUI ABITAVA PIETRO VITTORIO POZZI NATO 1892 ARRESTATO COME POLITICO 7.11.1944 DEPORTATO MAUTHAUSEN MELK ASSASSINATO 11.3.1945           | Via Dante Alighieri 150 45°40′00.43″N 10°11′36.53″E   | Pietro Vittorio Pozzi (1892-1945) nacque il 2 agosto 1892 a Brione, in provincia di Brescia. Visse a Sarezzo e il 6 giugno 1921 ebbe un figlio al quale diede il nome di Mario. Il 7 novembre 1944 ci fu una retata e vennero arrestati Pozzi Rodolfo, Pozzi Mario e Pozzi Pietro. Furono portati al castello di Brescia e qui torturati. Segnalati come pericolosi furono internati nel campo di concentramento di Bolzano, presumibilmente intorno al 22 novembre 1944. Tutti e tre insieme da Bolzano il 14 dicembre del 1944 furono deportati verso il campo di Mauthausen, dove arrivarono il giorno 19 dicembre 1944 (dopo ben cinque giorni di viaggio nei carri di bestiame). Pozzi Pietro mori a Melk l’11 marzo del 1945. |
|          | QUI ABITAVA RODOLFO LUIGI POZZI NATO 1900 ARRESTATO COME POLITICO 7.11.1944 DEPORTATO MAUTHAUSEN/GUSEN MAUTHAUSEN ASSASSINATO 15.3.1945 | Via Dante Alighieri 150 45°40′00.43″N 10°11′36.53″E   | Rodolfo Luigi Pozzi (1900-1945) nascondeva i partigiani in montagna nella località “Stalo”, insieme al fratello Pietro Vittorio e al nipote Mario, il 7 novembre 1944 li portarono al castello di Brescia dove furono torturati e segnati come soggetti pericolosi. Per questo motivo il 22 novembre 1944 li trasferirono nel campo di concentramento di Bolzano dove furono rinchiusi nel blocco E - insieme a coloro che erano destinati alla deportazione in Germania. Tutti e tre insieme, dopo un lungo viaggio di cinque giorni su carri di bestiame, arrivarono al campo di Mauthausen. Furono immatricolati e a Rodolfo venne tatuato il numero 114074. Nel campo erano obbligati a lavorare per dodici ore al giorno, malnutriti. Pietro e Mario vennero trasferiti nel sottocampo di Melk il 31 gennaio 1944 mentre Rodolfo dovette aspettare il 29 dicembre 1944 per essere trasferito nel sottocampo di Gusen. Il 15 marzo 1945 ritornò a Mauthausen dove morì. |

### Tignale
| Pietra d'inciampo | Pietra d'inciampo                              | Pietra d'inciampo | Pietra d'inciampo                                                                                                | Note biografiche |
| Data di posa      | Luogo di posa                                  | Stolpersteine     | Incisione | Note biografiche |
| ----------------- | ---------------------------------------------- | ----------------- | --- | --- |
| 27 gennaio 2020   | Via San Pietro, 24 45°44′18.04″N 10°43′22.88″E |                   | QUI FU ARRESTATO MAURIZIO BENGHIAT NATO 1881 ARRESTATO 31.12.1943 DEPORTATO 1944 AUSCHWITZ ASSASSINATO 26.2.1944 | Maurizio Benghiat (Smirne, 19 gennaio 18812 - Auschwitz, 26 febbraio 1944), ebreo, figlio di Giuseppe e Maria Benore. Domiciliato a Costantinopoli, benestante, celibe, risiede in un primo momento presso la Casa di cura di Gardone Riviera sino alla metà del settembre 1943. Dopo la requisizione della struttura da parte dei nazisti, si ritira prima in una pensione e successivamente presso l’ospedale di Salò. IL 7 ottobre si trasferisce a Tignale dove è arrestato il 31 dicembre da agenti della Questura. Dal carcere di Canton Mombello l’8 febbraio del 1944 è trasferito prima a Vo'Vecchio, quindi a campo di Fossoli prima della deportazione nel Terzo Reich il 22 febbraio 1944, con destinazione Auschwitz. Assassinato al suo arrivo al campo il 26 febbraio 1944. |

### Vobarno
| Pietra d'inciampo | Pietra d'inciampo                             | Pietra d'inciampo | Pietra d'inciampo | Note biografiche |
| Data di posa      | Luogo di posa                                 | Stolpersteine     | Incisione | Note biografiche |
| ----------------- | --------------------------------------------- | ----------------- | --- | --- |
| 29 gennaio 2025   | Piazza Ferrari, 1 45°38′46.63″N 10°29′59.16″E |                   | A VOBARNO ABITAVA GIACOMO FIORESI NATO 1923 ARRESTATO 9.9.1943 DEPORTATO STALAG II A NEUBRANDENBURG ASSASSINATO 25.6.1944 MITTELBAU-DORA | Giacomo Fioresi (Vobarno, 7 febbraio 1923 - Mittelbau-Dora, 25 giugno 1944).Alpino del 6º Reggimento catturato immediatamente dopo la proclamazione dell'armistizio dell'8 settembre 1943 a Colle Isarco. Deportato nel Terzo Reich e internato al campo di Mittelbau-Dora, dove muore il 25 giugno 1944. |

## Date delle collocazioni
Le pietre d'inciampo nella provincia di Brescia sono state collocate da Gunter Demnig personalmente nelle seguenti date:
- 23 novembre 2012: Brescia (Contrada del Carmine 39, Piazza della Vittoria 11, Via delle Battaglie 16 e 50, Via Fratelli Ugoni 6, Via G. Bonomelli 62, Viale Venezia 45), Collebeato
- 11 gennaio 2014: Sarezzo
- 12 gennaio 2015[93]: Adro, Brescia (Contrada del Carmine 16, Via Fratelli Lechi/Largo Torrelunga, Via Nicola Tartaglia 47, Via Pila 37, Vicolo delle Dimesse 2, Vicolo dell’Inganno 1), Gavardo
- 18 gennaio 2016: Gardone Riviera (Vicolo ars, 10), Palazzolo sull'Oglio, Salò
- 20 gennaio 2018: Gardone Riviera (Corso della Repubblica, 57; Corso Zanardelli, 7)
- 27 gennaio 2019: Brescia (Via XX Settembre, 22; Via Corsica, 88; Via Don Giacomo Vender, 59), Calvagese della Riviera
- 17 gennaio 2020: Cevo, Ghedi
- 27 gennaio 2020: Tignale